# Voe of the Brig

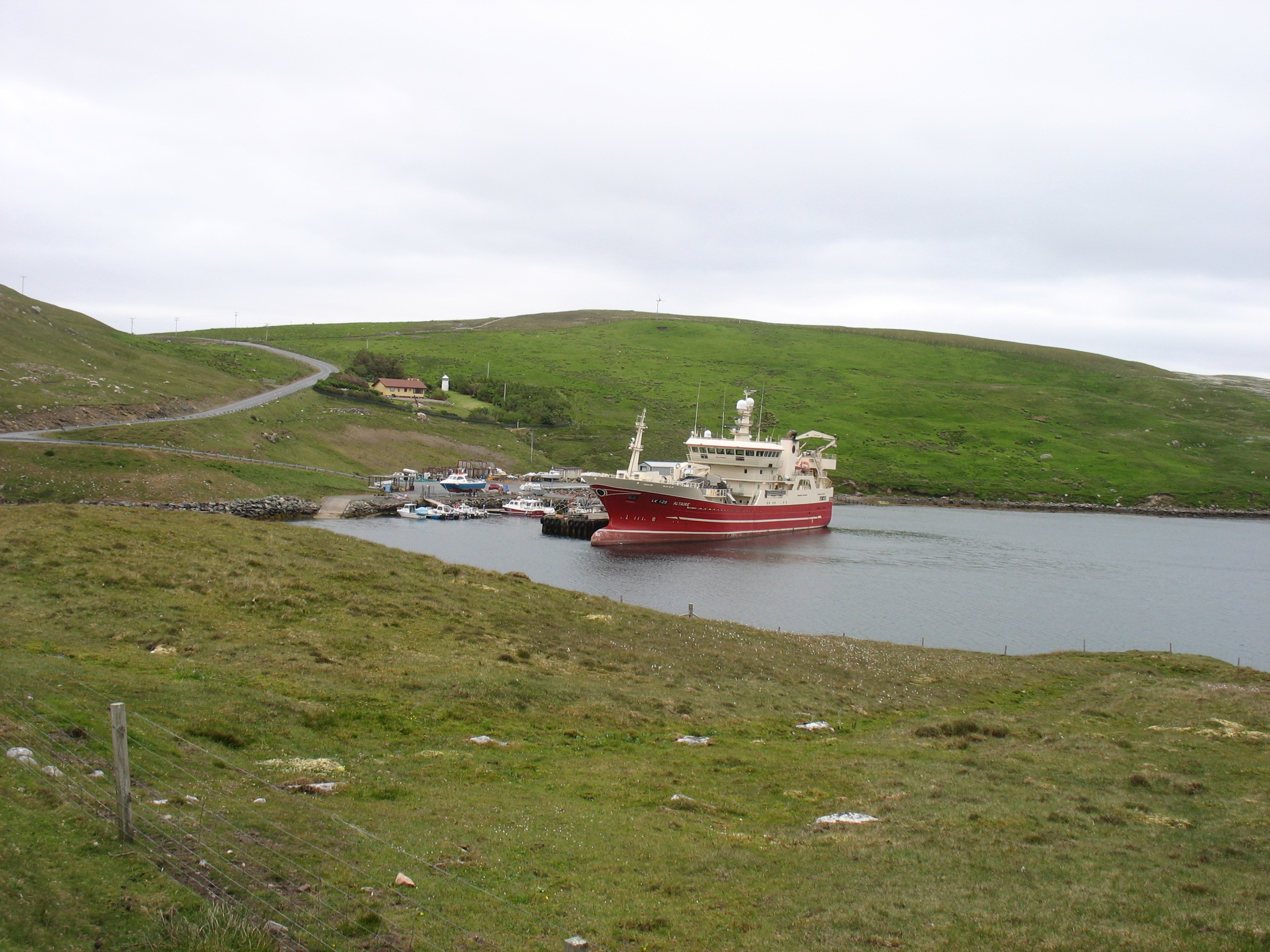
Die Bucht von Südwesten

Voe of the Brig ist eine kleine Bucht (Voe) im Norden von Mainland, der Hauptinsel der zu Schottland zählenden Shetlands. Der landseitige Teil gehört zur Halbinsel North Roe und liegt im Gebiet der Community Council Area Northmaven. Seewärts öffnet sie sich zum größeren Colla Firth, einer Bucht des Yell Sound, der der Nordsee zugerechnet wird. In der Bucht befindet sich mit dem Collafirth Pier der Hafen des wenig südwestlich gelegenen Ortes Collafirth.
Die östliche Begrenzung bildet die Halbinsel Ness of Housetter mit der darauf gelegenen Ortschaft Housetter. Im Norden wird die Bucht vom 147 Meter hohen Beorgs of Housetter überragt, im Südwesten vom 233 Meter hohen Collafirth Hill.
Der Namensbestandteil Brig bezieht sich auf eine Brücke, über die die entlang der Bucht verlaufende Fernstraße A970 den von Nordwesten zufließenden Bach Burn of Roerwater überquert. Nördlich der Bucht, unmittelbar oberhalb der A970, liegen mit dem Meishie o’ Stanes (deutsch Korb aus Steinen) zwei Cairns. Sie sind als Scheduled Monument klassifiziert und stehen somit unter Denkmalschutz.